# Metaphycus punctipes
Metaphycus punctipes är en stekelart som först beskrevs av Johan Wilhelm Dalman 1820.  Metaphycus punctipes ingår i släktet Metaphycus och familjen sköldlussteklar. Arten är reproducerande i Sverige. Inga underarter finns listade i Catalogue of Life.